# Death Wish (Jadakiss)
Death Wish is de derde single van het album The Last Kiss van Jadakiss. Op deze single is ook Lil Wayne te horen en hij werd geproduceerd door The Alchemist. Er is ook een film uit 1974 met dezelfde naam.